# وسام استحقاق الجمهورية الإيطالية
وسام استحقاق الجمهورية الإيطالية (بالإيطالية: Ordine al merito della Repubblica Italiana) هو وسام إيطالي رفيع، استُحدث سنة 1951، بمرسوم من الرئيس الثاني للجمهورية الإيطالية لويجي إيناودي، ويعد أرفع تكريم تمنحه الدولة الإيطالية لذوي الجدارة في مجالات الآداب والفنون والاقتصاد والخدمة العامة والأنشطة الاجتماعية والخيرية والإنسانية، وللخدمة الطويلة والبارزة في مجالات العمل المدني والعسكري.

## المستلمون

### قلادة الصليب الأعظم
- رئاسة لويجي إيناودي (12 مايو 1948 - 11 مايو 1955):[3]

| التاريخ        | المستلم                                                            |
| -------------- | ------------------------------------------------------------------ |
| 28 ديسمبر 1952 | اليونان – الملك بول الأول (1947–1964)                              |
| 11 مارس 1953   | البرازيل – الرئيس جيتوليو فارجاس (1930–1945، 1951–1954)            |
| 30 مايو 1953   | موناكو – الأمير رينيه الثالث (1949–2005)                           |
| 16 يوليو 1953  | لبنان – الرئيس كميل شمعون (1952–1958)                              |
| 6 أكتوبر 1953  | فنزويلا – الرئيس ماركوس بيريز خيمينيز (1953–1958)                  |
| 16 نوفمبر 1953 | الأرجنتين – الرئيس خوان بيرون (1946–1955، 1973–1974)               |
| 31 ديسمبر 1953 | ألمانيا – الرئيس تيودور هويس (1949–1959)                           |
| 13 فبراير 1954 | هايتي – الرئيس بول ماغلوار (1950–1956)                             |
| 31 يوليو 1954  | جمهورية الدومينيكان – الرئيس رافائيل تروخيو (1930–1938، 1942–1952) |
| 6 سبتمبر 1954  | تشيلي – الرئيس كارلوس إيبانيز ديل كامبو (1927–1931، 1952–1958)     |
| 17 نوفمبر 1954 | Fra' Antonio Hercolani Fava Simonetti ‏ (1951–1955)                 |
| 6 ديسمبر 1954  | فرنسا – الرئيس رينيه كوتي (1954–1959)                              |
| 12 فبراير 1955 | السلفادور – الرئيس أوسكار أوسوريو (1950–1956)                      |

- رئاسة جوفاني غرونكي (11 مايو 1955 - 11 مايو 1962):[3]

| تايخ           | المستلم                                                                  |
| -------------- | ------------------------------------------------------------------------ |
| 11 مايو 1955   | إيطاليا – الرئيس السابق لويجي إيناودي (1948–1955)                        |
| 21 أكتوبر 1955 | إثيوبيا – الإمبراطور هيلا سياسي (1930–1974)                              |
| 16 يناير 1956  | البرازيل – الرئيس جوسيلينو كوبيتشيك (1956–1961)                          |
| 5 يونيو 1956   | إيطاليا – الرئيس السابق إنريكو دي نيكولا (1946–1948)                     |
| 20 سبتمبر 1956 | ليبيريا – الرئيس ويليام توبمان (1944–1971)                               |
| 15 نوفمبر 1956 | بيرو – الرئيس مانويل برادو (1939–1945، 1956–1962)                        |
| 18 يناير 1957  | كوستاريكا – الرئيس خوسيه فيغيريس فيرير (1948–1949، 1953–1958، 1970–1974) |
| 6 مارس 1957    | إرنستو باطيرنو كاستيلو دي كاركاتشي (1955–1962)                           |
| 11 مارس 1957   | جمهورية أيرلندا — الرئيس شون ت أوكيلي (1945–1959)                        |
| 13 مايو 1957   | تركيا – الرئيس جلال بايار (1950–1960)                                    |
| 11 يونيو 1957  | بنما – الرئيس ارنستو دي لا جوارديا (1956–1960)                           |
| 26 أغسطس 1957  | الدولة البهلوية – الشاه محمد رضا بهلوي (1941–1979)                       |
| 1 أكتوبر 1957  | السلفادور – الرئيس خوسيه ماريا ليموس (1956–1960)                         |
| 9 مايو 1958    | المملكة المتحدة – الملكة إليزابيث الثانية (1952–شاغلة للمنصب)            |
| 16 يونيو 1959  | فرنسا – الرئيس شارل ديغول (1959–1969)                                    |
| 11 يونيو 1960  | الأرجنتين – الرئيس آرتورو فرونديزي (1958–1962)                           |
| 8 سبتمبر 1960  | فنلندا – الرئيس أورهو ككونن (1956–1982)                                  |
| 22 سبتمبر 1960 | تايلاند – الملك بوميبول أدولياديج (1946–2016)                            |
| 29 نوفمبر 1960 | الأوروغواي – الرئيس بينيتو إراولا ناردون (1960–1961)                     |
| 6 ابريل 1961   | الأوروغواي – الرئيس إدواردو فيكتور هايدو (1961–1962)                     |

- رئاسة أنطونيو سينيي (11 مايو 1962 - 6 ديسمبر 1964):[3]

| التاريخ        | المستلم                                                  |
| -------------- | -------------------------------------------------------- |
| 25 مايو 1962   | تونس – الرئيس الحبيب بورقيبة (1957–1987)                 |
| 2 أكتوبر 1962  | السنغال – الرئيس ليوبولد سنغور (1960–1980)               |
| 8 أكتوبر 1962  | Fra' Angelo de Mojana di Cologna ‏ (1962–1988)            |
| 27 نوفمبر 1962 | اليونان – الأمير قسطنطين                                 |
| 25 سبتمبر 1963 | غانا – الرئيس كوامي نكروما (1960–1966)                   |
| 2 أكتوبر 1963  | الصومال – الرئيس ادم عبدالله عثمان (1960–1967)           |
| 20 ابريل 1964  | الدنمارك – الملك فريدريك التاسع ملك الدنمارك (1947–1972) |
| 18 يونيو 1964  | الأوروغواي – الرئيس لويس جاناتاسيو (1964–1965)           |

- رئاسة جوزيبي ساراغات (29 ديسمبر 1964 - 29 ديسمبر 1971) :[3]

| التاريخ        | المستلم                                                           |
| -------------- | ----------------------------------------------------------------- |
| 16 يونيو 1965  | بيرو – الرئيس فرناندو تيري (1963–1968، 1980–1985)                 |
| 20 يونيو 1965  | المكسيك – الرئيس غوستافو دياز أورداز (1964–1970)                  |
| 21 يونيو 1965  | النرويج – الملك أولاف الخامس (1957–1991)                          |
| 2 يوليو 1965   | تشيلي – الرئيس إدواردو فري مونتالبا (1964–1970)                   |
| 8 أغسطس 1965   | ألمانيا – الرئيس هاينريش لوبكه (1959–1969)                        |
| 8 سبتمبر 1965  | فنزويلا – الرئيس راؤول ليوني (1964–1969)                          |
| 8 سبتمبر 1965  | الأرجنتين – الرئيس ارتورو أمبرتو إيليا (1963–1966)                |
| 8 سبتمبر 1965  | البرازيل – الرئيس هومبرتو دي إلينكار كاستيلو برانكو (1964–1967)   |
| 21 أكتوبر 1965 | بولندا – رئيس مجلس الدولة إدفارد أوخاب ‏ (1964–1968)               |
| 11 يونيو 1966  | بلجيكا – الملك بودوان الأول (1951–1993)                           |
| 14 يونيو 1966  | السويد – الملك غوستاف السادس ادولف (1950–1973)                    |
| 28 نوفمبر 1966 | السلفادور – الرئيس خوليو ريفيرا أدلبرتو كاربالو (1962–1967)       |
| 20 مارس 1968   | اليمن – نائب الرئيس السابق الفريق محمد قائد سيف قباطي (1963–1964) |
| 8 أغسطس 1969   | ساحل العاج – الرئيس فيليكس أوفوي بوانيي (1960–1993)               |
| 2 أكتوبر 1969  | يوغوسلافيا – الرئيس جوزيف بروز تيتو (1953–1980)                   |

- رئاسة جيوفاني ليوني (29 ديسمبر 1971 - 15 يونيو 1978):[3]

| التاريخ        | المستلم                                                              |
| -------------- | -------------------------------------------------------------------- |
| 30 ديسمبر 1971 | النمسا – الرئيس فرانز يوناس (1965–1974)                              |
| 23 نوفمبر 1972 | إندونيسيا – الرئيس سوهارتو (1968–1998)                               |
| 21 مارس 1973   | ألمانيا – الرئيس غوستاف هاينيمان (1969–1974)                         |
| 8 مايو 1973    | زائير – الرئيس موبوتو سيسي سيكو (1965–1997)                          |
| 21 مايو 1973   | رومانيا – رئيس مجلس الدولة نيكولاي تشاوتشيسكو (1967–1989)            |
| 8 يونيو 1973   | السعودية – الملك فيصل (1964–1975)                                    |
| 1 أكتوبر 1973  | فرنسا – الرئيس جورج بومبيدو (1969–1974)                              |
| 23 أكتوبر 1973 | هولندا – الملكة يوليانا (1948–1980)                                  |
| 23 أكتوبر 1973 | هولندا – الأمير برنهارد (1948–1980)                                  |
| 26 أكتوبر 1973 | لوكسمبورغ – غاندوق جان بنوا (1964–2000)                              |
| 21 نوفمبر 1973 | الغابون – الرئيس عمر بونغو (1967–2009)                               |
| 8 فبراير 1974  | المكسيك – الرئيس لويس إيشيفيريا (1970–1976)                          |
| 22 ابريل 1974  | عُمان – السلطان قابوس (1970–2020)                                     |
| 15 ديسمبر 1974 | الدولة البهلوية – الأمير رضا بهلوي                                   |
| 15 ديسمبر 1974 | الدولة البهلوية – الإمبراطورة فرح ديبا (1961–1979)                   |
| 6 ابريل 1976   | مصر – الرئيس محمد أنور السادات (1970–1981)                           |
| 17 نوفمبر 1976 | فنزويلا – الرئيس كارلوس أندريس بيريز (1974–1979، 1989–1993)          |
| 8 نوفمبر 1977  | الدنمارك – الملكة مارغريت الثانية ملكة الدنمارك (1972– شاغلة للمنصب) |
| 29 ابريل 1978  | تركيا – الرئيس فخري كوروترك (1973–1980)                              |

- رئاسة ساندرو برتيني (9 يوليو 1978 - 29 يونيو 1985):[3]

| التاريخ        | المستلم                                                 |
| -------------- | ------------------------------------------------------- |
| 18 ديسمبر 1979 | ألمانيا – الرئيس كارل كارستنز (1979–1984)               |
| 14 مايو 1980   | البرتغال – الرئيس أنطونيو راماليو ايانس (1976–1986)     |
| 26 مايو 1980   | إسبانيا – الملك خوان كاراوس الأول (1975–2014)           |
| 18 نوفمبر 1980 | اليونان – الرئيس كوستاس كرامنليس (1980–1985، 1990–1995) |
| 17 ديسمبر 1980 | يوغوسلافيا – الرئيس شفييتين مياتوفيتش (1980–1981)       |
| 30 مارس 1981   | المكسيك – الرئيس خوسيه لوبيز بورتيو (1976–1982)         |
| 30 مارس 1981   | كوستاريكا – الرئيس رودريغو كارازو أوديو (1978–1982)     |
| 1 ابريل 1981   | كولومبيا – الرئيس خوليو سيزار طربيه أيالا (1978–1982)   |
| 14 أكتوبر 1981 | موزمبيق – الرئيس سامورا ماشيل (1975–1986)               |
| 30 يناير 1982  | مصر – الرئيس حسني مبارك (1981–2011)                     |
| 9 مارس 1982    | اليابان – الإمبراطور هيروهيتو (1926–1989)               |
| 5 يوليو 1982   | فرنسا – الرئيس فرنسوا ميتران (1981–1995)                |
| 26 نوفمبر 1983 | الأردن – الملك الحسين بن طلال (1952–1999)               |
| 20 يونيو 1984  | كوستاريكا – الرئيس لويس البرتو مونج (1982–1986)         |
| 11 مارس 1985   | الأرجنتين – الرئيس راؤول ألفونسين (1983–1989)           |
| 27 ماس 1985    | هولندا – الملكة بياتريكس (1980–2013)                    |
| 27 ماس 1985    | هولندا – الأمير كلاوس (1980–2002)                       |

- رئاسة فرانشيسكو كوسيغا (3 يوليو 1985 - 28 أبريل 1992):[3]

| التاريخ        | المستلم                                                  |
| -------------- | -------------------------------------------------------- |
| 24 ابريل 1986  | ألمانيا – الرئيس ريتشارد فون فايتسكر (1984–1994)         |
| 25 يوليو 1986  | جمهورية أيرلندا – الرئيس باتريك هيلري (1976–1990)        |
| 5 أكتوبر 1987  | آيسلندا – الرئيس فيغديس فينبوغادوتير (1980–1996)         |
| 6 يونيو 1988   | فنزويلا – الرئيس خايمي لوسنشي (1984–1989)                |
| 16 يونيو 1988  | الفلبين – الرئيس كورازون أكينو (1986–1992)               |
| 5 ابريل 1989   | البرتغال – الرئيس ماريو سواريز (1986–1996)               |
| 12 مايو 1989   | بولندا – الرئيس فويتشخ ياروزلسكي (1989–1990)             |
| 22 مايو 1990   | الدنمارك الأمير أندرو بيرتي (1988–1998)                  |
| 11 يونيو 1990  | سان مارينو – القبطان الوصي أوتافيانو روسي (1990)         |
| 11 يونيو 1990  | سان مارينو – القبطان الوصي ألديميرو بارتوليني (1990)     |
| 8 ابريل 1991   | السويد – الملك كارل السادس عشر غوستاف (1973–شاغل للمنصب) |
| 17 ابريل 1991  | تشيلي – الرئيس باتريسيو أيلوين (1990–1994)               |
| 15 يوليو 1991  | المجر – الرئيس أرباد كونز (1990–2000)                    |
| 18 سبتمبر 1991 | مالطا – الرئيس سينسو تابون (1989–1994)                   |
| 19 ديسمبر 1991 | روسيا – الرئيس بوريس يلتسن (1991–1999)                   |
| 28 ابريل 1992  | إيطاليا – الرئيس فرانشيسكو كوسيغا (1985–1992) منحها نفسه |

- رئاسة أوسكار لويجي سكالفارو (25 مايو 1992 - 15 مايو 1999):[3]

| التاريخ        | المستلم                                                            |
| -------------- | ------------------------------------------------------------------ |
| 5 أكتوبر 1992  | الأرجنتين – الرئيس كارلوس منعم (1989–1999)                         |
| 27 يناير 1993  | النمسا – الرئيس توماس كلستيل (1992–2004)                           |
| 14 سبتمبر 1993 | فنلندا – الرئيس ماونو كويفيستو (1982–1994)                         |
| 3 مايو 1995    | أوكرانيا – الرئيس ليونيد كوتشما (1994–2005)                        |
| 24 يونيو 1995  | البرازيل – الرئيس فيرناندو أنريك كاردوسو (1995–2002)               |
| 29 يونيو 1995  | فنزويلا – الرئيس رفائيل كالديرا (1994–1999)                        |
| 19 يوليو 1995  | تشيلي – الرئيس إدواردو فراي رويز تاجل (1994–2000)                  |
| 21 يوليو 1995  | الأوروغواي – الرئيس خوليو ماريا سانغوينيتي (1995–2000)             |
| 16 نوفمبر 1995 | مالطا – الرئيس أوغو ميفسود بونيسي (1994–1999)                      |
| 26 مارس 1996   | المكسيك – الرئيس إرنستو زيديلو (1994–2000)                         |
| 23 ابريل 1996  | ألبانيا – الرئيس صالح بريشا (1992–1997)                            |
| 28 مايو 1996   | بولندا – الرئيس ألكسندر كفاشنيفسكي (1995–2005)                     |
| 7 أكتوبر 1996  | تركيا – الرئيس سليمان دميرل (1993–2000)                            |
| 28 يناير 1997  | فنلندا – الرئيس مارتي أهتيسآري (1994–2000)                         |
| 20 ابريل 1997  | ألمانيا – الرئيس رومان هيرتسوغ (1994–1999)                         |
| 2 مايو 1997    | أوزبكستان – الرئيس إسلام كريموف (1991–2016)                        |
| 4 مايو 1997    | كازاخستان – الرئيس نور سلطان نزارباييف (1990–2019)                 |
| 20 مايو 1997   | ليتوانيا – الرئيس ألجيرداس برازوسكاس (1992–1998)                   |
| 21 مايو 1997   | لاتفيا – الرئيس غونيتس أولمانيس (1993–1999)                        |
| 22 مايو 1997   | إستونيا – الرئيس لينارت ميري (1992–2001)                           |
| 19 يوليو 1997  | السعودية – الملك فهد (1982–2005)                                   |
| 5 ديسمبر 1997  | لبنان – الرئيس إلياس الهراوي (1989–1998)                           |
| 13 نوفمبر 1997 | سلوفاكيا – الرئيس ميكال كوفاتش (1993–1998)                         |
| 3 مارس 1998    | سان مارينو – القبطان الوصي مارينو زانوتي (1998)                    |
| 3 مارس 1998    | سان مارينو – القبطان الوصي لويجي ماتزا (1998)                      |
| 12 ابريل 1998  | اليابان – الإمبراطور أكيهيتو (1989–2019)                           |
| 12 مايو 1998   | بلجيكا – الملك ألبير الثاني (1993–2013)                            |
| 19 يناير 1999  | جمهورية الدومينيكان – الرئيس ليونيل فرناندز (1996–2000؛ 2008–2012) |
| 19 فبراير 1999 | فلسطين – الرئيس ياسر عرفات (1994–2004)                             |
| 23 فبراير 1999 | ليتوانيا – الرئيس فالداس أدامكوس (1998–2003؛ 2004–2009)            |

- رئاسة كارلو أزيليو تشامبي (18 مايو 1999 - 15 مايو 2006):[3]

| التاريخ        | المستلم                                                     |
| -------------- | ----------------------------------------------------------- |
| 21 أكتوبر 1999 | فرنسا – الرئيس جاك شيراك (1995–2007)                        |
| 15 نوفمبر 1999 | الجزائر – الرئيس عبد العزيز بوتفليقة (1999–2019)            |
| 2 مارس 2000    | كوريا الجنوبية – الرئيس كم داي جنغ (1998–2003)              |
| 3 مارس 2000    | تشيلي – الرئيس ريكاردو لاغوس (2000–2006)                    |
| 11 ابريل 2000  | المغرب – الملك محمد السادس (1999–شاغل للمنصب)               |
| 26 ابريل 2000  | قطر – الأمير حمد بن خليفة آل ثاني (1995–2013)               |
| 23 يناير 2001  | اليونان – الرئيس كونستانتينوس ستيفانوبولوس (1995–2005)      |
| 9 فبراير 2001  | الأردن – الملك عبد الله الثاني (1999–شاغل للمنصب)           |
| 7 مارس 2001    | الأرجنتين – الرئيس فرناندو دي لاروا (1999–2001)             |
| 7 مارس 2001    | الأوروغواي – الرئيس خورخي باتل (2000–2005)                  |
| 19 أكتوبر 2001 | النرويج – الملك هارلد الخامس (1991–شاغل للمنصب)             |
| 27 نوفمبر 2001 | البرتغال – الرئيس جورجي سامبايو (1996–2006)                 |
| 14 يناير 2002  | صربيا والجبل الأسود – الرئيس فويسلاف كوشتونيتسا (2000–2003) |
| 6 مارس 2002    | جنوب إفريقيا – الرئيس تابو إيمبيكي (1999–2008)              |
| 11 مارس 2002   | سان مارينو – القبطان الوصي جينو جيوفانيولي (2002)           |
| 11 مارس 2002   | سان مارينو – القبطان الوصي ألبرتو تشيكيتي (2002)            |
| 22 مارس 2002   | ألمانيا – الرئيس يوهانس راو (1999–2004)                     |
| 27 مارس 2002   | جمهورية التشيك – الرئيس فاتسلاف هافيل (1993–2003)           |
| 17 يونيو 2002  | المجر – الرئيس فيرينس مادل (2000–2005)                      |
| 28 يونيو 2002  | سلوفاكيا – الرئيس رودولف شوستر (1999–2004)                  |
| 4 ديسمبر 2002  | بيرو – الرئيس أليخاندرو توليدو (2001–2006)                  |
| 14 مارس 2003   | لوكسمبورغ – الدوق الأكبرهنري (2000–شاغل للمنصب)             |
| 9 يونيو 2003   | ماليزيا – الملك سراج الدين (2001–2006)                      |
| 16 يناير 2004  | مالطا – الرئيس غويدو دي ماركو (1999–2004)                   |
| 8 ابريل 2004   | لاتفيا – الرئيس فيرا فايك فريبيرجا (1999–2007)              |
| 8 ابريل 2004   | إستونيا – الرئيس أرنولد روتل (2001–2006)                    |
| 5 ابريل 2005   | بلغاريا – الرئيس جيورجي بارفانوف (2002–2012)                |
| 11 مايو 2005   | مالطا – الرئيس إدي فينيش أدامي (2004–2009)                  |
| 12 ديسمبر 2005 | موناكو – لأمير ألبير الثاني (2005–شاغل للمنصب)              |
| 18 يناير 2006  | اليونان – الرئيس كارولوس بابولياس (2005–2015)               |
| 15 مارس 2006   | ألمانيا – الرئيس هورست كولر (2004–2010)                     |

- رئاسة جورجيو نابوليتانو (15 مايو 2006 - 14 يناير 2015): [3]

| التاريخ        | المستلم                                                                                           |
| -------------- | ------------------------------------------------------------------------------------------------- |
| 11 أكتوبر 2006 | غانا – الرئيس جون كوفور (2001–2009)                                                               |
| 20 فبراير 2007 | سلوفاكيا – الرئيس إيفان غاشباروفيتش (2004–2014)                                                   |
| 8 يونيو 2007   | النمسا – الرئيس هاينز فيشر (2004–2016)                                                            |
| 9 أكتوبر 2007  | تشيلي – الرئيس ميشال باشليت (2006–2010؛ 2014–2018)                                                |
| 30 أكتوبر 2007 | السعودية – الملك عبد الله بن عبد العزيز آل سعود (2005–2015)                                       |
| 1 سبتمبر 2008  | فنلندا – الرئيس تاريا هالونن (2000–2012)                                                          |
| 14 أكتوبر 2008 | لبنان – الرئيس ميشال سليمان (2008–2014)                                                           |
| 27 أكتوبر 2008 | الامير ماثيو فستينغ (2008–2017)                                                                   |
| 2 سبتمبر 2009  | كوريا الجنوبية – الرئيس إي ميونغ باك (2008–2013)                                                  |
| 30 أكتوبر 2009 | تركيا – الرئيس عبد الله غل (2007–2014)                                                            |
| 11 مارس 2010   | سوريا – الرئيس بشار الأسد (2000–شاغل للمنصب)ألغاه رئيس الجمهورية في 28 سبتمبر 2012 بسبب "الإهانة" |
| 25 ابريل 2010  | مالطا – الرئيس جورج أبيلا (2009–2014)                                                             |
| 26 ابريل 2010  | الكويت – الأمير صباح الأحمد الجابر الصباح (2006–2020)                                             |
| 11 يناير 2011  | سلوفينيا – الرئيس دانيلو تورك (2007–2012)                                                         |
| 6 يوليو 2011   | كرواتيا – الرئيس إيفو يجوسيبوفيتش (2010–2015)                                                     |
| 7 سبتمبر 2011  | رومانيا – الرئيس ترايان باسيسكو (2004–2014)                                                       |
| 10 يونيو 2012  | بولندا – الرئيس برونيسواف كوموروفسكي (2010–2015)                                                  |
| 15 نوفمبر 2012 | فرنسا – الرئيس فرانسوا أولاند (2012–2017)                                                         |
| 20 فبرابر 2013 | ألمانيا – الرئيس يواخيم غاوك (2012–2017)                                                          |
| 4 مارس 2014    | ألبانيا – الرئيس بوجار نيشاني (2012–2017)                                                         |
| 5 مايو 2014    | سلوفينيا – الرئيس بوروت باهور (2012–شاغل للمنصب)                                                  |
| 4 يونيو 2014   | سان مارينو – القبطان الوصي لوكا بيكاري (2014)                                                     |
| 4 يونيو 2014   | سان مارينو – القبطان الوصي فاليريا سيافاتا (2014)                                                 |

- رئاسة سيرجيو ماتاريلا (3 فبراير 2015 - شاغا للوظيفة ):

| التاريخ        | المستلم                                                          |
| -------------- | ---------------------------------------------------------------- |
| 23 نوفمبر 2015 | اليونان – الرئيس بروكوبيس بافلوبولوس (2015–2020)                 |
| 11 مارس 2016   | الكاميرون – الرئيس بول بيا (1982–شاغل للمنصب)                    |
| 30 مايو 2016   | رومانيا – الرئيس كلاوس يوهانيس (2014–شاغل للمنصب)                |
| 21 يونيو 2016  | المكسيك – الرئيس إنريكه بينيا نييتو (2012–2018)                  |
| 4 أغسطس 2016   | بلغاريا – الرئيس روسن بليفنلييف (2012–2017)                      |
| 23 يناير 2017  | تونس – الرئيس الباجي قائد السبسي (2014–2019)                     |
| 2 مايو 2017    | الأرجنتين – الرئيس ماوريسيو ماكري (2015–2019)                    |
| 19 يونيو 2017  | هولندا – الملك فيليم ألكساندر (2013–شاغل للمنصب)                 |
| 7 سبتمبر 2017  | مالطا – الرئيسة ماري لويز كوليرو بريكا (2014–2019)               |
| 18 سبتمبر 2017 | فنلندا – الرئيس ساولي نينيستو (2012–شاغل للمنصب)                 |
| 29 نوفمبر 2017 | البرتغال – الرئيس مارسيلو ريبيلو دي سوزا (2016–شاغل للمنصب)      |
| 5 يونيو 2018   | إستونيا – الرئيسة كيرستي كاليولايد (2016–شاغلة للمنصب)           |
| 22 يونيو 2018  | ليتوانيا – الرئيسة داليا غريباوسكايتي (2009–2019)                |
| 26 يونيو 2018  | لاتفيا – الرئيس ريموندز فيجونس (2015–2019)                       |
| 12 يوليو 2018  | أذربيجان – الرئيس إلهام علييف (2003–شاغل للمنصب)                 |
| 25 يوليو 2018  | أرمينيا – الرئيس ارمين سركيسيان (2018–شاغل للمنصب)               |
| 9 أكتوبر 2020  | السويد – رئيس البرلمان السويدي أندرياس نورلين (2018–شاغل للمنصب) |
| 27 يونيو 2019  | النمسا – الرئيس ألكسندر فان دير بيلين (2017–شاغل للمنصب)         |
| 17 سبتمبر 2019 | ألمانيا – الرئيس فرانك-فالتر شتاينماير (2017–شاغل للمنصب)        |
| 9 أكتوبر 2020  | اليونان – الرئيسة إيكاتيريني ساكيلاروبولو (2020–شاغل للمنصب)     |